# Isaea concinna
Isaea concinna is een vlokreeftensoort uit de familie van de Isaeidae. De wetenschappelijke naam van de soort is voor het eerst geldig gepubliceerd in 1938 door Gurjanova.